# 郷瀬町
郷瀬町（ごのせちょう）は、兵庫県西脇市の町名。郵便番号は677-0014。

## 地理
杉原川の東側流域にあたり、西脇市の中心部に位置し公共施設や官公庁が集中している。東側は大野・坂本、西側は小坂町・高田井町、南側は西脇、北側は富田町と接する。

## 歴史

### 町域の変遷
| 実施前               | 実施年       | 実施後       |
| -------------------- | ------------ | ------------ |
| 多可郡日野村大字郷瀬 | 1952年4月1日 | 西脇市郷瀬町 |

## 世帯数と人口
2022年（令和4年）3月1日現在の世帯数と人口は以下の通りである。
| 町丁   | 世帯数  | 人口    |
| ------ | ------- | ------- |
| 郷瀬町 | 532世帯 | 1,194人 |

## 小・中学校の学区
市立小・中学校に通う場合、学区は以下の通りとなる。
| !番地 | 小学校             | 中学校             |
| ----- | ------------------ | ------------------ |
| 一部  | 西脇市立西脇小学校 | 西脇市立西脇中学校 |
| 一部  | 西脇市立日野小学校 | 西脇市立西脇中学校 |

## 交通

### 鉄道
地内には鉄道は走っていない。

### バス
- 神姫バス

### 道路
- 国道427号

## 施設

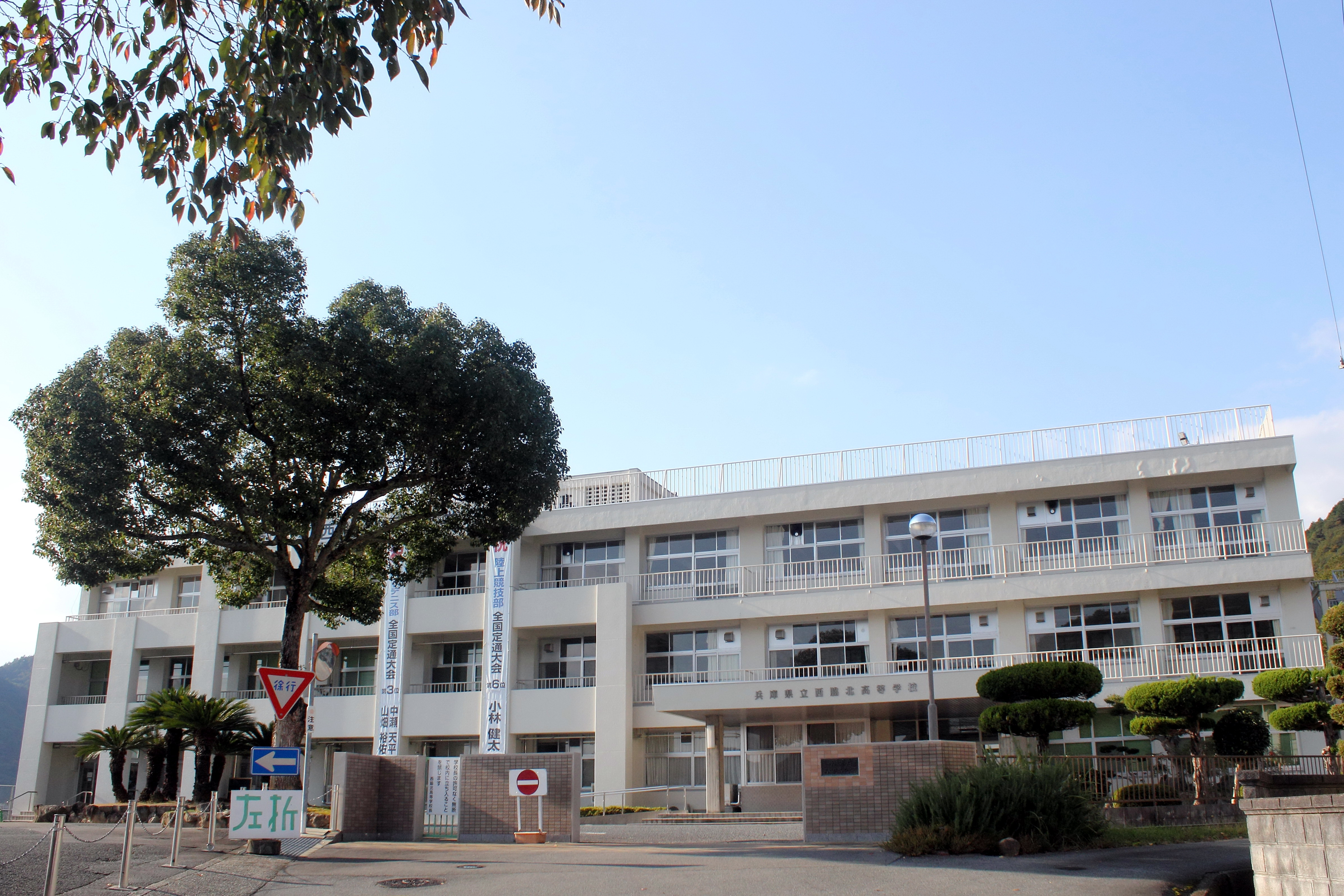
兵庫県立西脇北高等学校

- 西脇市役所
- 兵庫県立西脇北高等学校
- 西脇市民会館
- 西脇市健康づくりセンター